# 判決理由
判決理由（はんけつりゆう）とは、裁判所（裁判官）が言い渡す判決の内、その結論たる主文に至った理由のことをいう。

## 概要
民事訴訟における訴訟物（争われている権利や法律関係）についての判断や、刑事訴訟における有罪・無罪や刑の言渡しは、主文で為されるが、その主文以外の部分を判決理由という。

### 民事訴訟
民事訴訟の判決では、裁判所が認定した事実や法令の適用に関する判断が、判決理由に含まれる。
民事訴訟において、判決理由の中における判断には、既判力が生じない（民事訴訟法114条1項）。

### 刑事訴訟
刑事訴訟の判決では、その他に量刑に関する判断なども、判決理由に含まれる。

## レイシオ・デシデンダイとオビタ・ディクタムという区分
判例法を中心とする英米法における判決理由（裁判理由）は、いずれも英語訛のラテン語で、レイシオ・デシデンダイという部分とオビタ・ディクタムという部分とに区分される。

### レイシオ・デシデンダイ

#### 定義
判例法を中心とする英米法において、判決理由（裁判理由）の内、判例法としての法的拘束力が認められる判断部分（判決の核心部分）を、ラテン語でレイシオ・デシデンダイ（ratio decidendi）という。

#### 意義
英米法のような判例法の法制度の下では、判決理由（裁判理由）の内、どの部分に判例法としての法的拘束力が生じるかが大きな問題となる。

### オビタ・ディクタム
判例法を中心とする英米法において、判決理由（裁判理由）の内、レイシオ・デシデンダイに含まれない部分を、ラテン語でオビタ・ディクタム（obiter dictum・傍論）という（詳しくは、傍論を参照のこと）。

### 日本法における継受
日本のような制定法の国であっても、判例が事実上の拘束力を有するとされるから、どの部分がレイシオ・デシデンダイに当たるかが重要である、とする説もある。もっとも、仮に、その説に立ち、事実上の拘束力が生じるのがレイシオ・デシデンダイだけだと言っても、判決理由にオビタ・ディクタムが含まれるケースも多く、それが判決理由の解釈に事実上の影響力を有することも否定できないし、時にオビタ・ディクタムが後々まで影響を及ぼすこともあるのだから、注意が必要である。